# Fiodor Ogorodnikow
Fiodor Jewłampijewicz Ogorodnikow, ros. Фёдор Евлампиевич Огородников (ur. 22 czerwca?/4 lipca 1867 we Władykaukazie, zm. 3 marca 1939 w Moskwie) – rosyjski wojskowy, generał porucznik, komdiw,  profesor.

## Życiorys
Ukończył Aleksandrowski Korpus Kadetów i Nikołajewską Szkołę Inżynieryjną. Oficer od 1887. Następnie ukończył Nikołajewską Akademię Sztabu Generalnego w 1893. Służył w sztabie dywizji, w dowództwie wojsk kozackich w Wojskowym Komitecie Naukowym Sztabu Głównego. Od maja 1903 profesor statystyki i geografii wojennej Nikołajewskiej Akademii Sztabu Generalnego. Od października 1903 attaché wojskowy Rosji w Chinach. Od kwietnia 1907 dowódca 1 Szlisersburskiego Pułku Piechoty. W maju 1911 mianowany generałem majorem i szefem sztabu 25 KA, z którym rozpoczął I wojnę światową.
Od 14 listopada 1914 generał ds. zadań specjalnych przy dowódcy 10 Armii, od marca 1915 szef sztabu 20 KA, od sierpnia 1915 dowódca 26 Dywizji Piechoty, mianowany generałem porucznikiem. Od 11 sierpnia 1916 dowódca 125 Dywizji Piechoty.
Po rewolucji lutowej 1917, od kwietnia dowódca 17 KA. Na czele Korpusu walczył w operacji czerwcowej 1917 w szeregach 11 Armii. W czasie operacji działał nieumiejętnie i jego Korpus został rozbity. Oddany do dyspozycji dowódcy Kijowskiego Okręgu Wojskowego. Po zdjęciu Ł. Korniłowa, od 29 sierpnia naczelny dowódca Frontu Południowo-Zachodniego. Wypuścił z aresztów żołnierzy aresztowanych za działania rewolucyjne, zwolnił z wojska oficerów popierających Korniłowa. Po kilku dniach dowodzenia doszło do odmowy posłuszeństwa wśród żołnierzy Frontu. Odwołany ze stanowiska 9 września. 
W lutym 1918 wstąpił do Armii Czerwonej. Wyznaczony na dowódcę Białomorskiego Okręgu Wojskowego, następnie szef zaopatrzenia Frontu Zachodniego. Od 1920 był wykładowcą w Akademii Robotniczo Chłopskiej Armii Czerwonej i służył w sztabie RChACz. Od 1932 szef katedry historii wojen Wojskowej Akademii Transportu, później profesor Wojskowej Akademii im. Frunzego. W 1935 mianowany do stopnia komdiwa Armii Czerwonej. 
Pochowany na Cmentarzu Nowodziewiczym.